# Srečko Hvauc
Srečko Hvauc, slovenski politik, poslanec, * 19. september 1959, † 28. februar 2024.
Srečko Hvauc, član Slovenske demokratske stranke, je bil leta 2004 izvoljen v Državni zbor Republike Slovenije; v tem mandatu je bil član naslednjih delovnih teles:
- Odbor za lokalno samoupravo in regionalni razvoj,
- Odbor za finance in monetarno politiko,
- Odbor za notranjo politiko, javno upravo in pravosodje,
- Odbor za promet in
- Preiskovalna komisija za ugotovitev in oceno dejanskega stanja, ki je lahko podlaga za odločanje o politični odgovornosti nosilcev javnih funkcij v Vladi Republike Slovenije na Ministrstvu za pravosodje in Vrhovnem državnem tožilstvu Republike Slovenije v zvezi z izvrševanjem nadzora po Zakonu o državnem tožilstvu (Uradni list RS št. 110/02 - uradno prečiščeno besedilo) za spremembo zakonodaje in za druge odločitve v skladu z ustavnimi pristojnostmi državnega zbora (namestnik člana).